# Michelangelo Galioto
Michelangelo Galioto (Bagheria, 21 marzo 1897 – 16 aprile 1977) è stato un politico italiano.

## Biografia
Nasce a Bagheria in una influente famiglia dell’alta borghesia siciliana, latifondista e di estrazione liberale.
Nel secondo dopoguerra è esponente del Partito Democratico del Lavoro, nel 1946 fu eletto all'Assemblea costituente nelle file dell'Unione Democratica Nazionale, venendo proclamato in sostituzione di Rosario Pasqualino Vassallo, decaduto dopo un contenzioso elettorale. Dopo lo scioglimento del PDL aderì al Partito Liberale Italiano.
Morì il 16 aprile 1977 all'età di 80 anni.
Nel 2008, il nipote Vincenzo Galioto sarebbe stato eletto al Senato per Il Popolo della Libertà.